# Wu Shaocong
Wu Shaocong (吳少聰S, Wú ShàocōngP; Zhengzhou, 20 marzo 2000) è un calciatore cinese, difensore del Beijing Guoan.

## Statistiche

### Presenze e reti nei club
Statistiche aggiornate al 13 dicembre 2023.
| Stagione         | Squadra             | Campionato       | Campionato | Campionato | Coppe nazionali | Coppe nazionali | Coppe nazionali | Coppe continentali | Coppe continentali | Coppe continentali | Altre coppe | Altre coppe | Altre coppe | Totale | Totale |
| Stagione         | Squadra             | Comp             | Pres       | Reti       | Comp            | Pres            | Reti            | Comp               | Pres               | Reti               | Comp        | Pres        | Reti        | Pres   | Reti   |
| ---------------- | ------------------- | ---------------- | ---------- | ---------- | --------------- | --------------- | --------------- | ------------------ | ------------------ | ------------------ | ----------- | ----------- | ----------- | ------ | ------ |
| 2018             | Kyoto Sanga         | J2               | 0          | 0          | CI              | 0               | 0               | -                  | -                  | -                  | -           | -           | -           | 0      | 0      |
| 2019             | Guangzhou           | CSL              | 1          | 0          | CC              | 0               | 0               | AFC                | -                  | -                  | -           | -           | -           | 1      | 0      |
| 2020             | Guangzhou           | CSL              | 9          | 1          | CC              | 1               | 0               | AFC                | 2                  | 0                  | -           | -           | -           | 12     | 1      |
| 2021             | Guangzhou           | CSL              | 19         | 1          | CC              | 0               | 0               | AFC                | -                  | -                  | -           | -           | -           | 19     | 1      |
| 2022             | Guangzhou           | CSL              | 25         | 0          | CC              | 0               | 0               | -                  | -                  | -                  | -           | -           | -           | 25     | 0      |
| Totale Guangzhou | Totale Guangzhou    | Totale Guangzhou | 54         | 2          |                 | 1               | 0               |                    | 2                  | 0                  |             | -           | -           | 56     | 2      |
| gen.-giu.2023    | İstanbul Başakşehir | 1L               | 3          | 0          | TK              | 0               | 0               | -                  | -                  | -                  | -           | -           | -           | 3      | 0      |
| 2023-2024        | Gençlerbirliği      | 1L               | 10         | 0          | TK              | 2               | 0               | -                  | -                  | -                  | -           | -           | -           | 12     | 0      |
| Totale carriera  | Totale carriera     | Totale carriera  | 67         | 2          |                 | 3               | 0               |                    | 2                  | 0                  |             | -           | -           | 72     | 2      |

### Cronologia presenze e reti in nazionale
| Cronologia completa delle presenze e delle reti in nazionale ― Cina | Cronologia completa delle presenze e delle reti in nazionale ― Cina | Cronologia completa delle presenze e delle reti in nazionale ― Cina | Cronologia completa delle presenze e delle reti in nazionale ― Cina | Cronologia completa delle presenze e delle reti in nazionale ― Cina | Cronologia completa delle presenze e delle reti in nazionale ― Cina | Cronologia completa delle presenze e delle reti in nazionale ― Cina | Cronologia completa delle presenze e delle reti in nazionale ― Cina |
| Data                                                                | Città                                                               | In casa                                                             | Risultato                                                           | Ospiti                                                              | Competizione                                                        | Reti                                                                | Note                                                                |
| ------------------------------------------------------------------- | ------------------------------------------------------------------- | ------------------------------------------------------------------- | ------------------------------------------------------------------- | ------------------------------------------------------------------- | ------------------------------------------------------------------- | ------------------------------------------------------------------- | ------------------------------------------------------------------- |
| 24-7-2022                                                           | Toyota                                                              | Giappone                                                            | 0 – 0                                                               | Cina                                                                | Coppa dell'Asia orientale 2022 - fase finale                        | -                                                                   |                                                                     |
| 27-7-2022                                                           | Toyota                                                              | Cina                                                                | 1 – 0                                                               | Hong Kong                                                           | Coppa dell'Asia orientale 2022 - fase finale                        | -                                                                   |                                                                     |
| 26-3-2023                                                           | Wellington                                                          | Nuova Zelanda                                                       | 1 – 2                                                               | Cina                                                                | Amichevole                                                          | -                                                                   | 46’                                                                 |
| 10-10-2023                                                          | Dalian                                                              | Cina                                                                | 2 – 0                                                               | Vietnam                                                             | Amichevole                                                          | -                                                                   |                                                                     |
| 16-10-2023                                                          | Dalian                                                              | Cina                                                                | 1 – 2                                                               | Uzbekistan                                                          | Amichevole                                                          | -                                                                   | 80’                                                                 |
| 16-11-2023                                                          | Bangkok                                                             | Thailandia                                                          | 1 – 2                                                               | Cina                                                                | Qual. Mondiali 2026                                                 | -                                                                   | 86’                                                                 |
| 1-1-2024                                                            | Abu Dhabi                                                           | Cina                                                                | 1 – 2                                                               | Hong Kong                                                           | Amichevole                                                          | -                                                                   | 72’                                                                 |
| Totale                                                              |                                                                     | Presenze                                                            | 7                                                                   |                                                                     | Reti                                                                | 0                                                                   |                                                                     |